# Schertelshöhle
Die Schertelshöhle, eine 212 Meter lange Tropfsteinhöhle, liegt in Baden-Württemberg bei Westerheim im Weißen Jura Delta auf einer Höhe von 775 m ü. NN auf der Schwäbischen Alb. Sie befindet sich am rechten Hang eines Trockentals, das zum oberen Filstal führt.
Die Schertelshöhle ist seit September 2016 als bedeutendes Geotop und Geopoint des UNESCO Geopark Schwäbische Alb ausgezeichnet.

## Geschichte
Als Schretzenloch wurde die Höhle 1470 zum ersten Mal erwähnt, später wurde daraus Scherzenloch. Der heutige Name Schertelshöhle wird unterschiedlich hergeleitet. Eine Version besagt, dass er von der Benennung eines Kobolds namens Schettele stammt, eine andere leitet ihn von einer Sage ab, die sich um die erste Erkundung im Jahr 1820 rankt: Der Freiherr von Schertel hatte auf der Jagd in den Wäldern bei Westerheim seinen Jagdhund verloren. Nach langer Suche vernahm der Jäger in einem tiefen Loch ein Winseln. Zwei Helfer ließen sich an einem Seil in die Tiefe hinab und befreiten den Hund. Dabei entdeckten sie die Höhle, die nach dem Freiherrn benannt wurde.
Unter dem Kuhloch, einem 24 Meter tiefen alten Zugangsschacht, befindet sich eine große Halle mit starker Versinterung. 1828/29 finanzierte der Wiesensteiger Notar Scheuffele einen Durchbruch als bequemen Eingangsstollen, der 1830/1831 gegraben wurde. Zwischenzeitlich wurde die Höhle als Bierkeller genutzt. 1902 konnte sie als Schauhöhle eröffnet werden. 1953 kam die elektrische Beleuchtung hinzu. 1977 wurden Stufen und Betonboden geschaffen.

## Beschreibung
Die Höhle besteht aus zwei Gängen in verschiedenen Stockwerken. Der untere (linke) Gang hat Kluftcharakter und ist bis zu 15 Meter hoch und 97 m lang. Der obere (rechte) Gang ist etwas niedriger und auf 75 m für Besucher erschlossen. Das Kuhloch hat möglicherweise seinen Namen davon, dass es als Abdeckschacht benutzt wurde. Unter diesem Einsturzloch fand man neben Kadaverresten von heutigen Kühen auch Knochen und Zähne von Ren und Wildpferd. Entstanden sind die beiden Höhlengänge vermutlich durch fließendes Wasser. In der Höhle sind Stalagmiten und Sinterbereiche zu sehen. Ein abgestuftes Sinterbecken und Sägezahnreste auf den zuführenden Sinterfahnen ist laut Höhlenverein Westerheim der „Schatz der Höhle“. Der Führungsweg hat eine Länge von 160 Metern. Die Höhle wird vom Höhlenverein Westerheim e. V. betreut.

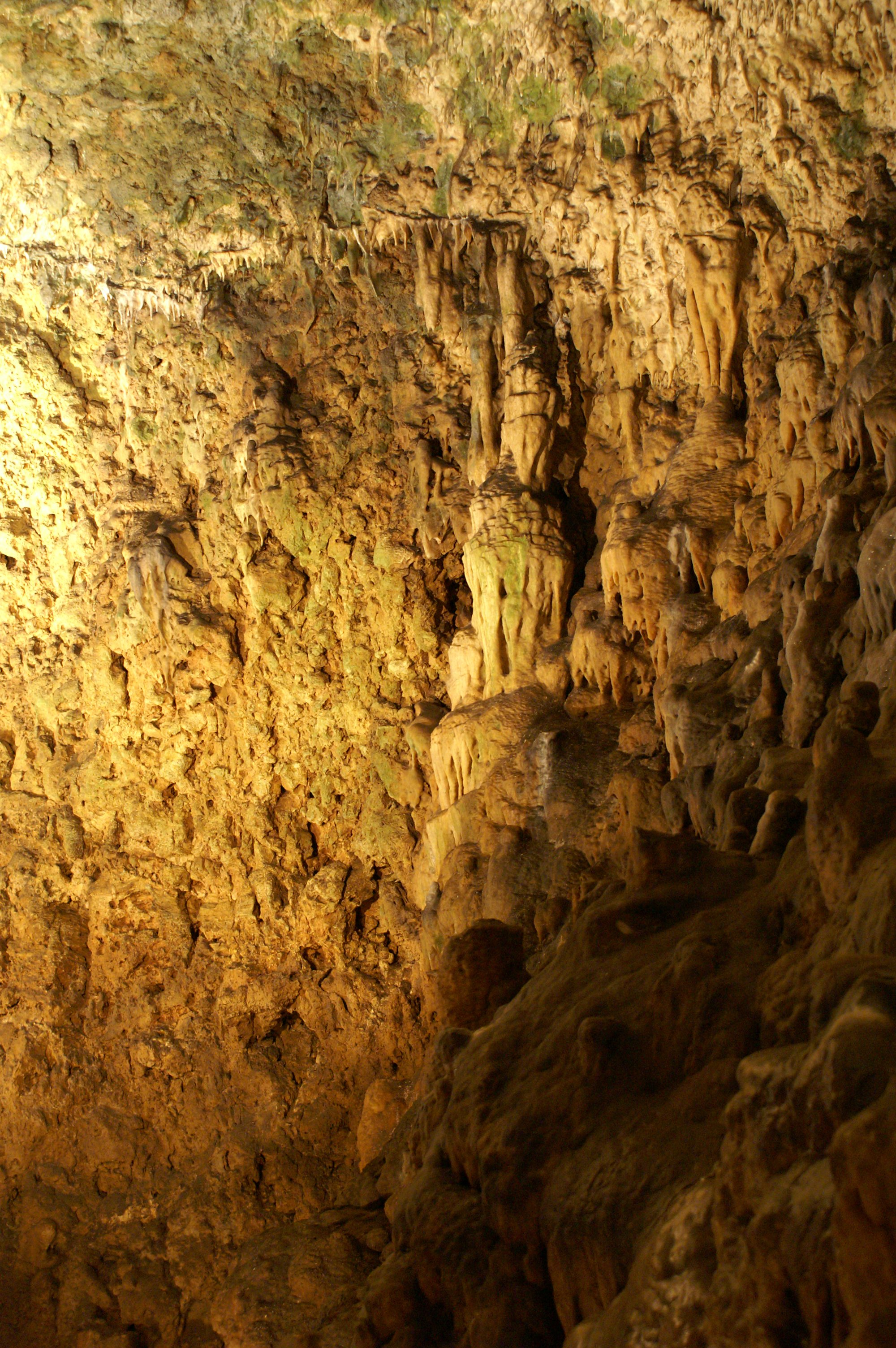
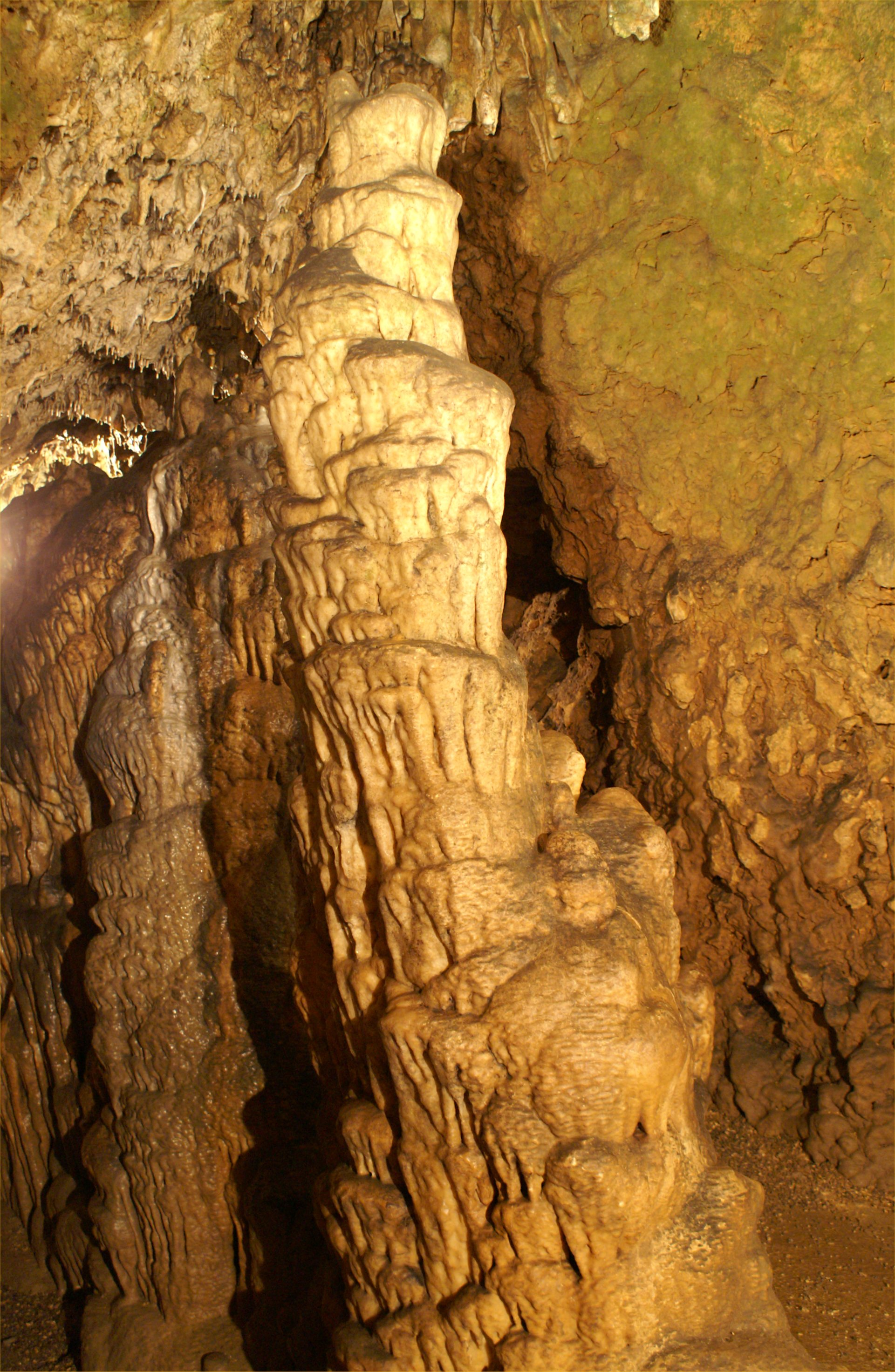
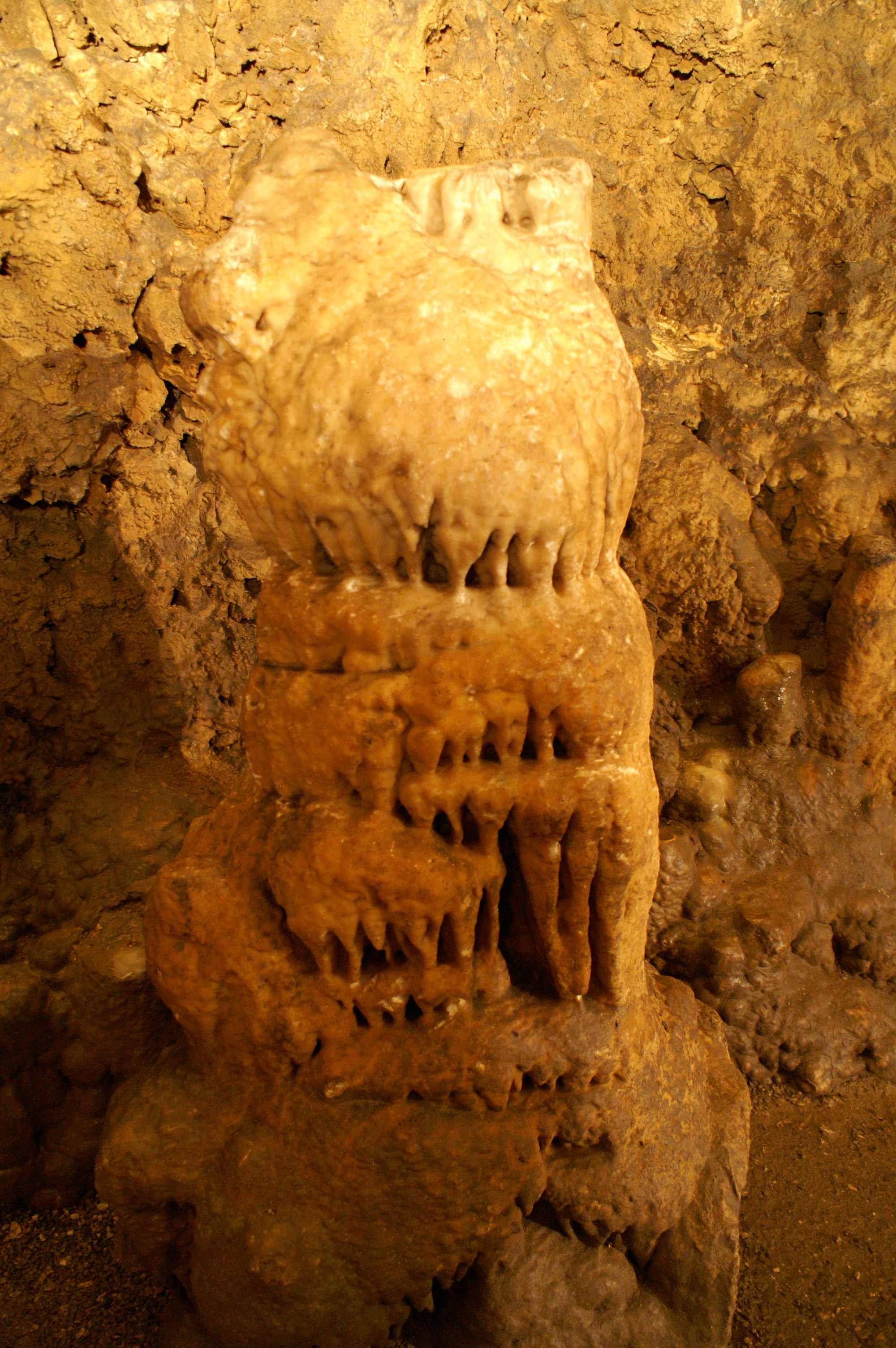
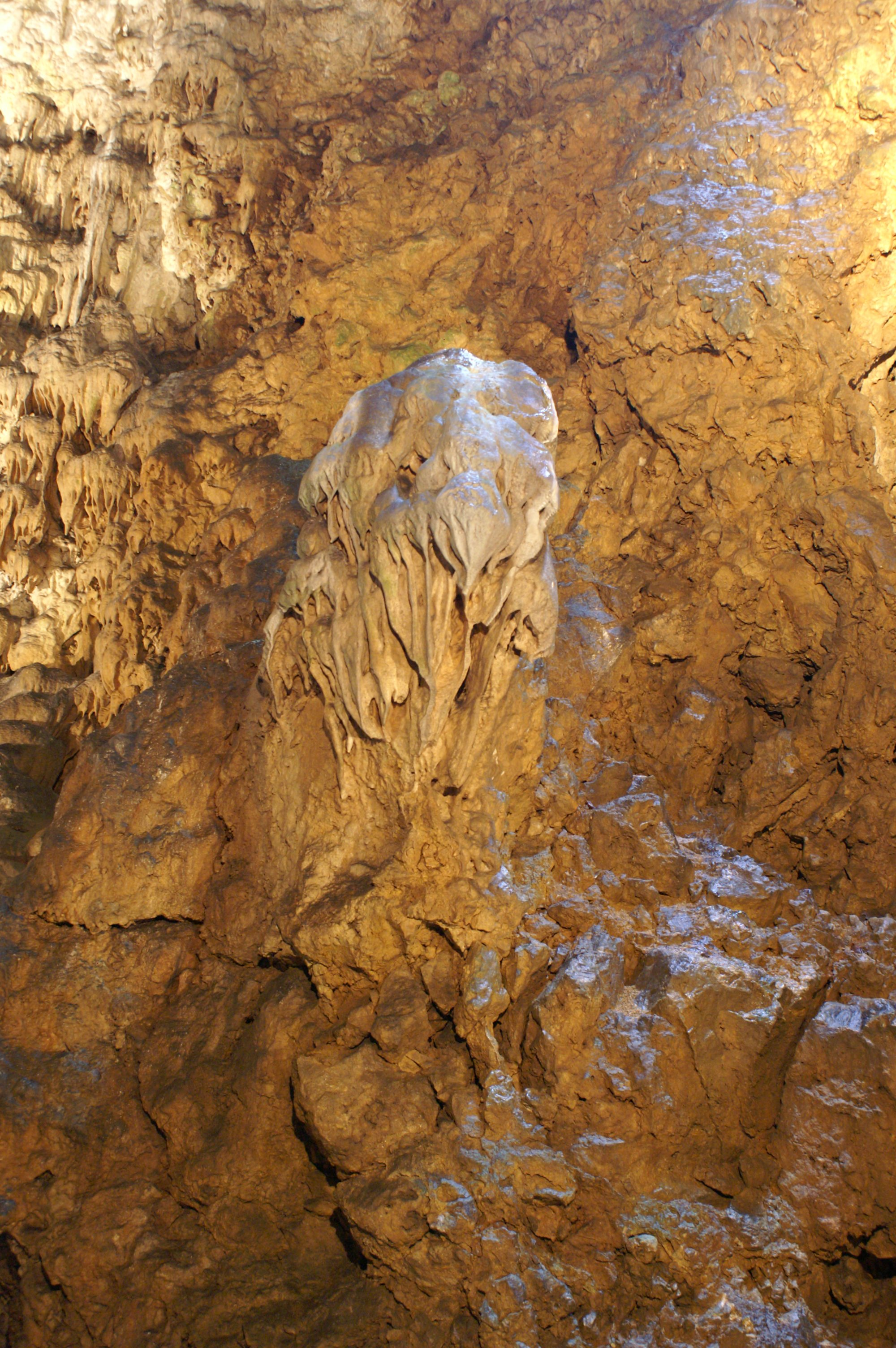
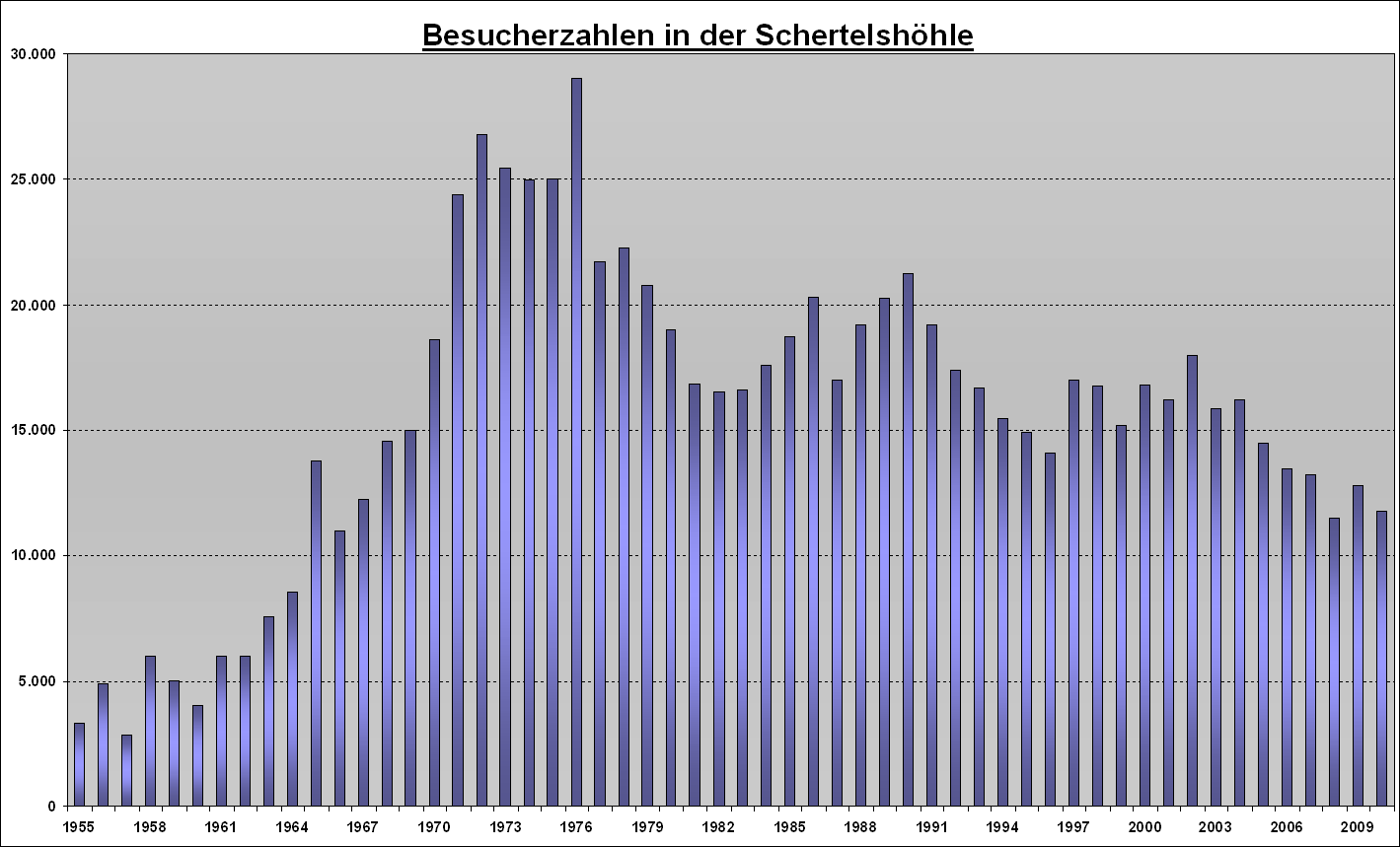